# Ethos (Band)
Ethos war eine US-amerikanische Progressive-Rock-Gruppe, die in der zweiten Prog-Welle der späten 1970er Jahre zwei Alben veröffentlichte.

## Stil
Ethos orientierten sich an vielen britischen Progressive-Rock-Alben der frühen 1970er – dementsprechend sind in ihrer Musik Parallelen zur Musik von Yes, King Crimson und Genesis zu entdecken. Der amerikanisch angehauchte, mehrstimmige Gesang, die detailreiche Produktion und die eher kürzeren Songs aber gaben der Band ihren ganz eigenen Sound.

## Diskografie
- 1976: Ardour
- 1977: Open Up
- 2000: Relics (Kompilation rarer Aufnahmen von 1973–1975)